# Каролина Куркова
Каролина Исела Куркова (на чешки: Karolína Isela Kurková) е чешки топмодел, известна с участието си в шоуто на Victoria’s Secret, както и с кариерата си на актриса. Модният фотограф Марио Тестино казва за Куркова: „Пропорциите на тялото и лицето ѝ, както и струящата от нея енергия, я правят модел, който е подходящ за всеки момент и за всяка ситуация“. Ана Уинтур, главен редактор на сп. Vogue, я нарича „следващия супермодел“.

## Ранни години
Каролина Куркова е родена на 28 февруари 1984 г. в Дечин, Чехословакия, в семейството на Йозеф Курка – чешки баскетболист и майка от словашки произход. Като малка Куркова е била обект на присмех заради високия си ръст, но неин приятел изпраща нейни снимки в модна агенция в Прага и само на 15 г. тя прави първия си дебют на модния подиум. По-късно заминава за Милано, където продължава да трупа опит и сключва договор с Миуча Прада (Miuccia Prada).
През септември 1999 г., Куркова се появява в американското издание на списание „Vogue“. На 17 г. се премества в Ню Йорк и излиза на корицата на списанието от брой февруари 2001 и така се превръща в един от най-младите модели, излизали на корица на списание.

## Модна кариера
След корицата на Vogue, Куркова започва все по-често да участва в модни дефилета. Освен това марката за дамско бельо Victoria’s Secret я включва в модното си онлайн дефиле през 2000 г., въпреки че Каролина тогава е едва на 16 години. Известни модни къщи като Ив Сен Лоран сключват договори за работа с Куркова, докато през това време тя участва и в кампаниите на Томи Хилфигър, Валентино, Луи Вюитон, Джон Галиано, Шанел, Кристиан Диор, Хюго Бос, Джани Версаче и H&M, което ѝ помага да се утвърди още повече като популярен модел. През 2002 г. на модното шоу на Victoria’s Sicret, Куркова носи дамски сутиен, възлизащ на цена от 10 милиона долара, по модел на Hearts on Fire. Куркова взема участие и в дефилета на Алберта Ферети, Александър Маккуин, Баленсиага, Калвин Клайн, Каролина Херера, Долче и Габана, Карл Лагерфелд, Марк Джейкъбс, Ралф Лорън, Стела Маккартни и Вера Уонг.
През 2002 на модните награди на Vogue, излъчени по VH1, Куркова е обявена за „Модел на годината“.
Каролина Куркова има 20 корици на Vogue, сред които тези на френски, италиански, английски, руски, гръцки и корейски издания и освен това е излизала в международните броеве на списанията ELLE, Vanity Fair и The Face. Работила е с известни фотографи като Стивън Клайн, Марио Соренти и Марио Тестино. След като става част от т.нар „ангели“ на Victoria’s Secret през 2005 г., Куркова участва в модно шоу на Victoria's Secret, където носи сутиен-уникат за 6,5 милиона долара, инкрустиран с 2000 диаманта от 800 карата и 10-каратова диамантена брошка. Като „ангел“, тя печели звезда на холивудската „Алея на славата“, преди шоуто на Victoria’s Secret през 2007 г. и украсява корицата на Esquire по случай 75-годишнината на списанието, пресъздавайки корицата с Анджи Дикинсън от 1966 г. Куркова присъства и в класацията на сп. People за „100-те най-красиви хора в света“.
През декември 2007 г. се появява и в реклами на Dell.
В последното модно шоу на Cía Marítima, Куркова се появява с неочаквано повишено тегло, което предизвиква критики от страна на бразилската преса, където е описана като „твърде пълна в гръб, с любовни дръжки и целулит“.
Куркова е сред най-скъпоплатените модели, като през 2007 г. е спечелила повече от 5 милиона долара. Тя е на 6-о място в годишната класация на Forbes за най-скъпоплатени модели в света.
Представяна е от агенцията Viva Model’s, Париж.
През ноември 2008 г., E! Entertainment Television я обявява за „най-сежапилна жена в света“, при което тя измества Анджелина Джоли, Скарлет Йохансон, Жизел Бюндхен, Хайди Клум и Адриана Лима.

## Телевизионна/ филмова кариера
Куркова прави своя кино дебют с Франки Мюниц, Харви Кайтел и Амбър Валета във филма на Хауърд Химълстайн „Моята най-секси година“ (My Sexiest Year). Тя играе във филма G.I. Joe: The Rise of Cobra през 2009 г. Била е и гост съдия в 15-ия сезон на „Следващия топ модел на Америка“.
През 2008 г. участва с церемонията по връчването на наградите на Академията за кънтри музика на САЩ и заедно с Дуайт Йоакам представят категорията „Най-добра изпълнителка“, където наградата е присъдена на Кери Ъндъруд. Куркова е също така гост звезда в 4-тия сезон на комедийния сериал на NBC „Чък“, епизод 2 – Chuck Versus the Suitcase.

## Личен живот
Куркова живее в квартал ТрайБеКа, Ню Йорк и често посещава баскетболните мачове в Мадисън Скуеър Гардън.
Куркова признава, че страда от хипотиреоидизъм, което е причина за загубата ѝ на тегло.
През юли 2009 обявява, че очаква дете от годеника си – Арчи Друри. На 29 октомври ражда момче – Тобин Джак Друри, което е първото дете на двойката.

## Благотворителност
През март 2006 г., Куркова получава награда от благотворителната организация Women Together за своята хуманитарна дейност. Получава признание от различни организации като „The Beautiful Life Fund“, „Free Arts“ и „Global Youth Action Network“ и за приноса си в подкрепа на децата. Каролина Куркова получава награда на сп. „Atmosphere“ в Планета Холивуд, Мадрид на 18 декември 2003 г.